# Coupe d'Allemagne de football 1962
Navigation
Édition précédente Édition suivante
La coupe d'Allemagne de football 1962 est la dix neuvième édition de l'histoire de la compétition. La finale a lieu à Hanovre au  Niedersachsenstadion. 
Le FC Nuremberg remporte le trophée pour la troisième fois de son histoire. Il bat en finale le Fortuna Düsseldorf, sur le score de 2 buts à 1 au terme des prolongations.
Le Fortuna Düsseldorf est une nouvelle fois finaliste malheureux puisqu'il perd sa quatrième finale après 1937, 1957, et 1958.

## Huitième de finale
Résultats des huitièmes de finale
| Date           | Domicile            | Extérieur               | score |
| -------------- | ------------------- | ----------------------- | ----- |
| 28 - 07 - 1962 | VfV 06 Hildesheim   | SC Westfalia Herne      | 3 - 2 |
| 28 - 07 - 1962 | Kieler SV Holstein  | FC Schalke 04           | 2 - 3 |
| 28 - 07 - 1962 | 1. FSV Mayence 05   | 1. FC Cologne           | 0 - 5 |
| 28 - 07 - 1962 | Fortuna Düsseldorf  | Sportfreunde Lebenstedt | 2 - 1 |
| 28 - 07 - 1962 | TSV 1860 Munich     | Kultur SV Hessen Kassel | 6 - 1 |
| 28 - 07 - 1962 | 1. FC Saarbrücken   | Eintracht Brunswick     | 4 - 1 |
| 28 - 07 - 1962 | Saar 05 Saarbrücken | 1.FC Nuremberg          | 0 - 3 |
| 28 - 07 - 1962 | Eintracht Francfort | SV Tasmania Berlin      | 1 - 0 |

## Quart de finale
Résultats des quarts de finale
| Date           | Domicile         | Extérieur           | Score      |
| -------------- | ---------------- | ------------------- | ---------- |
| 08 - 08 - 1962 | 1. FC Nuremberg  | VfV 06 Hildesheim   | 11 - 0     |
| 08 - 08 - 1962 | 1. FC Sarrebruck | Fortuna Düsseldorf  | 2 - 2 a.p. |
| 08 - 08 - 1962 | FC Schalke 04    | TSV 1860 Munich     | 4 - 2      |
| 08 - 08 - 1962 | 1. FC Cologne    | Eintracht Francfort | 1 - 2 a.p. |

Match rejoué
| Date           | Domicile           | Extérieur        | Score |
| -------------- | ------------------ | ---------------- | ----- |
| 15 - 08 - 1962 | Fortuna Düsseldorf | 1. FC Sarrebruck | 2 - 1 |

## Demi-finales
Résultats des demi-finales
| Date           | Domicile           | Extérieur           | Score |
| -------------- | ------------------ | ------------------- | ----- |
| 22 - 08 - 1962 | 1. FC Nuremberg    | Eintracht Francfort | 4 - 2 |
| 22 - 08 - 1962 | Fortuna Düsseldorf | FC Schalke 04       | 3 -2  |

## Finale
| Entraîneur :     |
| Herbert Widmayer |

| Entraîneur :     |
| Herbert Widmayer |